# Тайбугины
Тайбугины, Тайбугиды — династия потомков Тайбуги, правившая Тайбугинским юртом и некоторое время Сибирским ханством. Соперничала с представителями династии Шибанидов.

## Представители
- Тайбуга — родоначальник династии
- Ходжа
- Мар (Умар, Омар) — муж сестры хана Ибака (около 1450—1480)
- Адер (Одер, Обдер) — сын Мара, возможный племянник хана Ибака
- Абалак (Ябалак, Ебалак) — сын Мара, возможный племянник хана Ибака
- Гази бий — тайбугинский мурза Сибири (?—1428)
- Муса бий — тайбугинский мурза Сибири (1460—1496)
- Мухаммед Тайбуга — сын Адера, тайбугинский мурза Сибири (1496—1502)
- Ангиш (Агиш) — сын Абалака, двоюродный брат Мухаммеда Тайбуги
- Касым — сын Мухаммеда Тайбуги, племянник Ангиша, тайбугинский мурза Сибири (1502—1530)
- Едигер — сын Касыма Тайбуги, тайбугинский мурза Сибири (1530—1563)
- Бек-Булат — сын Касыма Тайбуги, брат и соправитель Едигера (1555—1558), возможный отец Симеона Бекбулатовича
- Сейд Ахмед (Сейдяк) — сын Бек-Булата, племянник Едигера, глава тайбугинов в 1583—1588 годах